# Can Gili (Sitges)
Can Gili és una casa del municipi de Sitges (Garraf) inclosa en l'Inventari del Patrimoni Arquitectònic de Catalunya. Es troba a la ciutat-jardí de Terramar, zona residencial formada per habitatges unifamiliars aïllats, envoltats de jardins.

## Descripció
Es tracta d'un edifici de planta baixa, estructurat basant-se en la integració dels espais externs e interns. Les obertures es distribueixen en funció d'aquesta voluntat integradora (connexió cambres-pati exterior, zona d'estar-jardí i piscina); són grans finestrals de vidre protegits per persianes correteres. La coberta és plana.

## Història
Els propietaris del terreny, Gustau Gili Esteve i Anna M. Torra de Gili, van presentar el 22 de setembre de 1965 a l'Ajuntament de Sitges la sol·licitud de permís d'obres per a la construcció de l'edifici, permís que els fou concedit vuit dies després. Realitzà l'obra l'arquitecte J. Antoni Coderch de Sentmenat, amb la col·laboració de l'aparellador Jesús Sanz Luengo. L'arquitecte J.A. Coderch va seguir per l'elaboració del projecte les línies fonamentals que ja havia emprat a Can Catasús (1956), per desig exprés dels amics que van encarregar-li l'habitatge. El pressupost de l'obra fou d'1.008.750 pessetes.